# St. Sebastian (Reupelsdorf)
Die katholische Pfarrkirche St. Sebastian des unterfränkischen Reupelsdorf (Landkreis Kitzingen) liegt inmitten des Ortes an der Hauptstraße. Sie ist Teil des Dekanats Kitzingen.

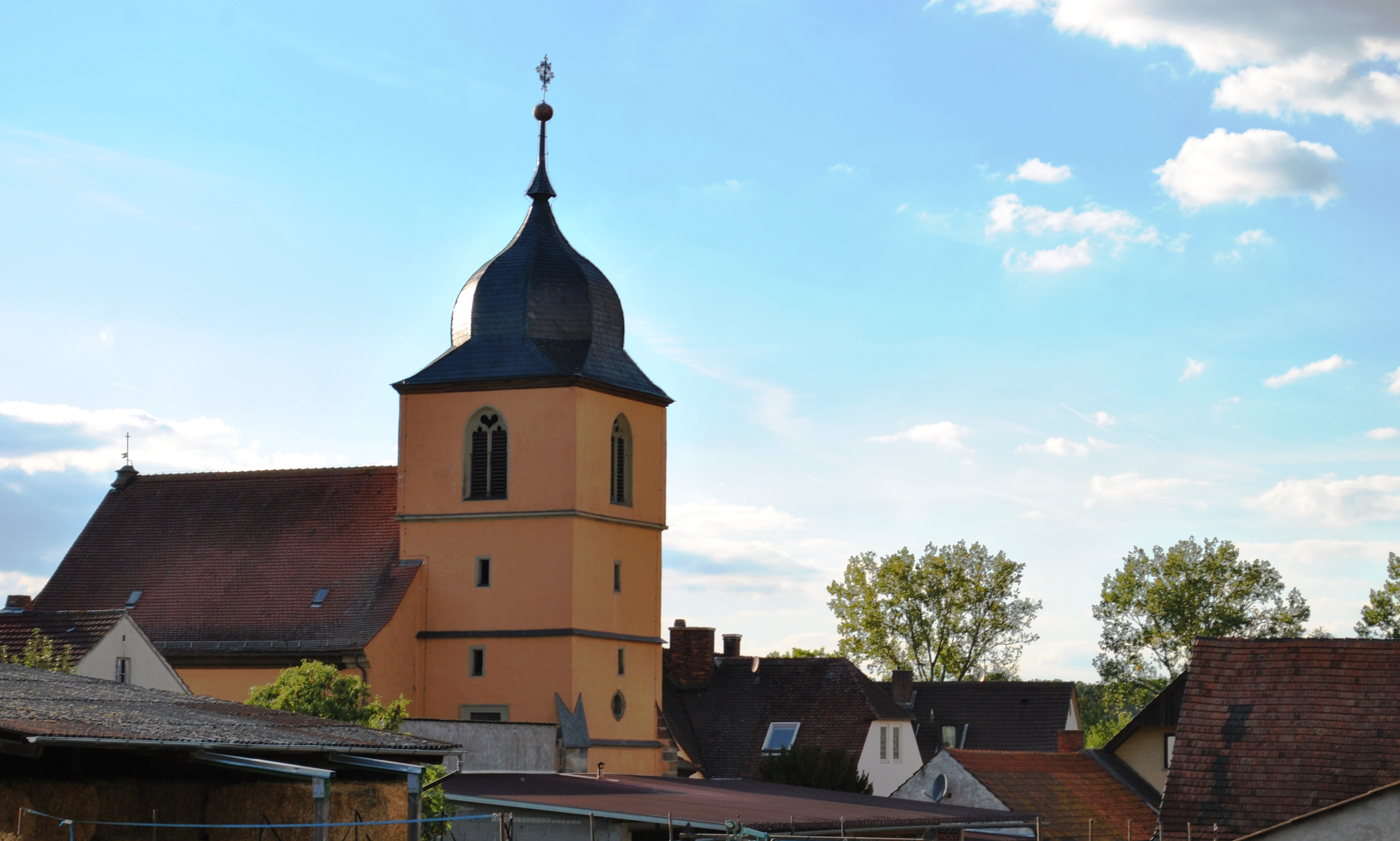
Die Kirche in Reupelsdorf

## Geschichte
Im Jahr 1230 wurde das Dorf Reupelsdorf als „Rihpoltesdorf“ erstmals erwähnt. 1290 erhielt das Benediktinerkloster Münsterschwarzach den Ort und die Dorfherrschaft. Ob und wo zu diesem Zeitpunkt ein Gotteshaus im Ort existierte, ist nicht überliefert. Die Gemeinde war der Pfarrei Stadtschwarzach zugeteilt.
Vor dem Jahr 1446 stieg die Kirche in Reupelsdorf zu einer Pfarrkirche für die Umgebung auf. Das Patronatsrecht des Pfarrers verblieb allerdings noch einige Zeit in Stadtschwarzach. Im Jahr 1461 stiftete man eine Frühmesse, 1481 wurde eine Sebastianibruderschaft gegründet. Während der Reformation ging die Pfarrei ein, da die Reupelsdorfer Bevölkerung weitgehend zum lutherischen Bekenntnis übergetreten war.
Ab 1585 wurde Reupelsdorf wieder vom Pfarrer von Stadtschwarzach betreut und am 11. Juli 1598 erhielt die Gemeinde wieder einen eigenen Pfarrer: Der Würzburger Bischof Julius Echter von Mespelbrunn erhob im Zuge der Gegenreformation Reupelsdorf erneut zur Pfarrei. Das Patronatsrecht wurde fortan dem Kloster in Münsterschwarzach zugesprochen. Das Kirchengebäude wurde renoviert, der Turm entstand im Stile der Spätgotik und wurde 1610 aufgestockt.
1723 bis 1724 erfolgte der Neubau des Langhauses in seiner heutigen Form. 1893, 1952 und 1983/84 wurde der Innenraum einer Renovierung unterzogen. 1954 und 1987 renovierte man das Äußere. Das Bayerische Landesamt für Denkmalpflege ordnet das Gotteshaus als Baudenkmal ein. Untertägige Reste von Vorgängerkirchen sind als Bodendenkmal eingetragen.

## Architektur
Die geostete Saalkirche besitzt einen spätgotischen Chorturm. Das Langhaus wurde mit drei Fensterachsen ausgestattet, die von Spitzbogenfenstern gebildet werden. Das Portal befindet sich im Norden der Anlage, es wurde mit einer geohrten Rahmung ausgestattet. Der Turm schließt mit einer welschen Haube ab. Im Inneren findet sich im Langhaus eine Flachdecke, der Chor ist kreuzgewölbt.

## Ausstattung

### Hochaltar
Der Hochaltar kam zur Zeit der Errichtung des barocken Kirchengebäudes ins Innere des Gotteshauses. Um 1723 stiftete der Münsterschwarzacher Abt Januarius Schwab der Kirche einen repräsentativen neuen Hochaltar. Das Altarblatt schuf Josef Anton Glantschnigg aus Tirol. Im Jahr 1893 ergänzte der Würzburger August Haas Teile der Ornamentik. Eine umfassende Renovierung erfuhr der Altar im Jahr 1955.
Er präsentiert sich mit einem viersäuligen Aufbau, ein geschweifter Giebel schließt ihn nach oben hin ab. Zwischen den Figuren wurden zwei vollplastische Assistenzfiguren angebracht. Rechts erkennt man den heiligen Benedikt, links die heilige Felizitas. Beide Figuren weisen auf die Zugehörigkeit zum Kloster Münsterschwarzach hin. Das Altarblatt zeigt die Sebastianspflege, darüber, auf der Rahmenbekrönung ist das Wappen des Stifters Januarius zu finden. Der Auszug wird durch die Taube des Heiligen Geistes gebildet.

### Seitenaltäre
Zwei Seitenaltäre befinden sich links und rechts des Chorbogens der Sebastianskirche. Sie stammen beide aus der alten Egbert-Basilika des Klosters Münsterschwarzach und wurden um das Jahr 1700 von Johann Michael Ries aus Mainstockheim geschaffen. Die Altarblätter stammen aus der Hand Oswald Onghers. Mit dem Neubau der Klosterkirche durch Balthasar Neumann wurde auch die Innenausstattung erneuert. 1745 schaffte der Münsterschwarzacher Abt Christophorus Balbus die Altäre deshalb nach Reupelsdorf.
Zuvor wechselte man jedoch das Blatt des einen Altars aus und ersetzte es durch ein Gemälde des Georg Christian Urlaub, das, ebenso wie das ältere die „Marter der Frankenapostel“ zeigte. Weitere Veränderungen wurden im Jahr 1893 an den Altären vorgenommen, als der Stuckateur August Haas die Ornamentik der Aufbauten erneuerte. Schließlich unterzog man die Werke im Jahr 1955 einer umfassenden Renovierung.
Der Aufbau beider Altäre ist ähnlich: Zwei Säulen rahmen beide Altäre links und rechts ein, ein gebrochener Segmentgiebel schließt sie nach oben hin ab. Zentral prangt das Wappen des Abtes Augustin Voit, der die Altäre in Auftrag gab. Nördlich steht der Marienaltar. Er hat in seiner Mensa die Figur der Maria Immaculata. Das Blatt von Oswald Onghers zeigt die „Krönung Mariens“. Im Giebel die Heiligen Juliana und Prisca. Rechts der Kiliansaltar mit dem Bild der Marter und den Giebelfiguren des Benedikt und des Maurus.

### Sakramentshäuschen
Das Sakramentshäuschen an der Chornordwand weist eine gotische Figurengruppe auf. Sie wurde wohl von der Werkstatt des Bamberger Ottograbes im Klosters Michelsberg geschaffen. Das Sakramentshäuschen kam zu Beginn des 15. Jahrhunderts in die Sebastianskirche. Gestiftet wurde es wahrscheinlich von Wilhelm von Seinsheim zu Wässerndorf und seiner Frau Apollonia, geborene von Seckendorff, die auch als Figuren verewigt worden sind.
Oberhalb einer vergitterten Sakramentsnische findet sich eine reliefierte Sandsteinplatte auf der drei Heilige dargestellt sind. Die Platte schließt nach oben mit einem Horizontalgesims ab. Zentral erkennt man die Heilige Veronika mit dem Schweißtuch Christi in ihrer Hand. Sie ist in einem weiten Mantel gekleidet und ist dem Betrachter frontal zugewandt. Ihr Kopf und die Schultern sind von einer Gebende bedeckt. Das Schweißtuch mit dem Gesicht Christi reicht ihr bis zu den Knien.
Rechts ist der Kirchenpatron Sebastian zu sehen. Er ist lediglich mit einem Lendenschurz und einem Herzogshut bekleidet und hält seine Hände vor den Schoß. Die Darstellung erinnert an den Schmerzensmann, sein Körper ist von zahlreichen Pfeilwunden bedeckt. Die Figur erinnert an die Figur des Otto am Bamberger Ottograb. Maria, auf der linken Seite der Veronika, neigt sich dem Jesuskind in ihrem Arm zu. Die linke Hand hält sie unter die Achsel des Kindes, die rechte fasst den linken Fuß des Knaben.
Die Figuren sind seitlich von zwei Vertikalstreifen gerahmt. Auf der Kopfhöhe der Heiligen erkennt man zwei Engel mit Harfe und Zimbel. Unten wird das Stifterpaar in Gebetshaltung dargestellt. Die Frau ist mit einem Mantel und einer Gebende bekleidet, der Mann ist mit einem Schwert, Waffenhandschuhen und Sporen gerüstet. Aus ihren Händen steigen zwei Schriftbänder auf. Ursprünglich war das Relief farbig gefasst. Der Grund war damals in blau gehalten.

### Glocken
Das Geläut der Kirche in Reupelsdorf besteht aus drei Glocken. Sie kamen zu völlig unterschiedlichen Zeiten in das Gotteshaus. Die älteste Glocke entstammt der alten Kirche und wurde 1527 geschaffen. Im Jahr 1777 kam eine zweite Glocke ins Kircheninnere. Eine dritte Glocke wurde im Zweiten Weltkrieg zum Einschmelzen abgegeben. Erst im Jahr 1949 wurde für Ersatz gesorgt.
| Name                         | Grundton | Gussjahr | Durchmesser in Zentimeter | Gewicht in Kilogramm | Inschrift |
| ---------------------------- | -------- | -------- | ------------------------- | -------------------- | --- |
| Wendelinusglocke             | fis      | 1949     | 106                       | 600                  | „Hl. Wendelin, bitte für uns“, „Gestiftet von der Gemeinde Reupelsdorf“, „K Hamm, Regensburg goss mich 1949“ |
| Marien- und Sebastiansglocke |          | 1777     | 83                        |                      | „S. MARIA DEIPARA IVVANTE S: SEBASTIANO PATROCINANTE INSONARE CAEPI 1777“                                    |
| Gloria-Dei-Glocke            | c        | 1527     | 72                        | 210                  | „tibi soli deo Gloria et honor m ccccc xxvii“                                                                |

### Weitere Ausstattung
Die Kanzel kam zur Zeit der Errichtung in die Kirche und zeigt in ihrem Schalldeckel die Taube des heiligen Geistes. Oberhalb des Deckels ist die Plastik des Christus Salvator angebracht. Der Altar kam 1967 ins Kircheninnere. Aus der Anfangszeit des 20. Jahrhunderts ist der Taufstein, das Becken dagegen entstammt dem Barock und kam 1723 in die Sebastianskirche.
Zwei Figuren des 18. Jahrhunderts befinden sich ebenfalls noch im Langhaus. Zwei Beichtstühle wurden an der nördlichen Langhauswand aufgestellt. Der Vorgängerkirche entstammt der Opferstock, der mit der Jahreszahl 1661 bezeichnet ist. 14 Kreuzwegstationen entstammen dem 19. Jahrhundert und wurden von Franz Krombach geschaffen.

## Pfarrer (Auswahl)
Am 11. Juli 1598 wurde die Pfarrei von Fürstbischof Julius Echter von Mespelbrunn neu dotiert. Ab 1629 hatten die Äbte von Münsterschwarzach das Patronatsrecht inne und setzten fortan Mönche des Klosters als Pfarrer ein. 1604 wurde das Pfarrhaus errichtet. Ab 1691 wurde die Pfarrei „excurrendo“, vom Kloster aus, versehen. Nach 1803 erhielten Weltgeistliche die Pfarrstelle, ehe ab 1970 Klostergeistliche Pfarrer wurden. Heute ist Reupelsdorf Teil der Pfarreiengemeinschaft Stadtschwarzach, Schwarzenau und Reupelsdorf, der Pfarrer lebt in Stadtschwarzach.
| Name                     | Amtszeit  | Anmerkungen |
| ------------------------ | --------- | --- |
| Pankratius Frankenhausen | unbekannt | erster Pfarrer nach der Neudotierung am 11. Juli 1598                                                                 |
| Andreas Goller           | unbekannt | zweiter Pfarrer |
| Friedrich Semper         | unbekannt | dritter Pfarrer |
| Georg Hoffmann           | unbekannt | vierter Pfarrer |
| Matthäus Schramm         | unbekannt | fünfter Pfarrer, erster Klostergeistlicher der Abtei Münsterschwarzach                                                |
|                          | 1629–1803 | unbekannte Klostergeistliche der Abtei Münsterschwarzach                                                              |
| Wendelin Fries           | 1909–1950 | † 9. Mai 1950 in Reupelsdorf                                                                                          |
| Anton Rauch              | 1950–1959 | ab 1959 Pfarrer in Schwanfeld; † in Schwanfeld                                                                        |
| Georg Sebald             | 1959–1970 | ab 1970 Pfarrer in Ettleben                                                                                           |
| Markus Günther OSB       | 1970–1987 | wiederum Klostergeistlicher der Abtei Münsterschwarzach; ab 1987 Pfarrer in Nordheim am Main, Sommerach               |
| Wolfram Fehn OSB         | 1987–1999 | * 7. März 1932 in Aschaffenburg; Klostergeistlicher; auch Pfarrer in Stadtschwarzach, Schwarzenau (bereits seit 1971) |
| Matthäus Sandrock OSB    | 1999–2017 | * 1942; auch stellvertretender Dekan des Dekanats Kitzingen; Ruhestand am 16. Juli 2017                               |